# Qanat dels Raschpëtzer
El Qanat dels Raschpëtzer o aqueduc souterrain des Raschpëtzer, és un aqüeducte subterrani romà, que fa una funció de qanat. Està situat a Walferdange a 10 km de la ciutat de Luxemburg. Captura aigües subterrànies i la canalitzen en pendent, el que permetia subministrar d'aigua potable a una vil·la o un conjunt de vil·les romanes.

## Descripció
L'obra és de 650 metres de llarg i una profunditat de fins a 37 metres, recull les aigües subterrànies, a 20 metres de la superfície.
El rendiment del canal actual -ja que l'aigua sempre circula en porcions- és de 180 m³ per dia (2,08 l./s.). Probablement constava de vint pous verticals, tretze dels quals han estat ubicats. Va ser datat per dendrocronologia de l'any 130.
L'anàlisi de l'estructura va demostrar que per a la seva realització es va haver de posar en pràctica els coneixements sobre matèria hidràulica i topografia, per assegurar un pendent i la mida regular adequada, així com en hidrogeologia, per identificar i localitzar els recursos d'aigua subterrània, i després en geologia i en construcció per assegurar la viabilitat de l'excavació, segons capes encreuades.